# Барабанов Євген Олегович
Євген Олегович Барабанов (нар. 24 липня 1993) — український боксер-аматор, п'ятиразовий чемпіон України, бронзовий призер чемпіонату Європи та Європейських ігор.

## Аматорська кар'єра

### Чемпіонат Європи 2017
- 1/16 фіналу. Переміг Ямшида Назарі (Норвегія) — 5-0
- 1/8 фіналу. Переміг Адема Фетаховича (Боснія і Герцоговина) — 5-0
- 1/4 фіналу. Переміг Парвіза Багірова (Азербайджан) — 3-0
- Півфінал. Програв Пету Маккормаку (Англія) — 0-5

### Чемпіонат світу 2017
- 1/16 фіналу. Переміг Нкумбу Сілунгве (Замбія) — 5-0
- 1/8 фіналу. Програв Шахраму Гіясову (Узбекистан) — 0-5

### Європейські ігри 2019
- 1/16 фіналу. Переміг Джонатана Брюншвейлера (Швейцарія) — TKO 2
- 1/8 фіналу. Переміг Нецата Екінці (Туреччина) — 5-0
- 1/4 фіналу. Переміг Євгенія Довголевця (Білорусь) — 4-1
- Півфінал. Програв Харитону Агрбі (Росія) — 0-5

### 2021
У червні 2021 року Барабанов отримав олімпійську путівку згідно з розподілом квотних місць рейтингу BTF (Олімпійської групи з підготовки та організації боксерських ліцензійних турнірів). Однак 26 червня Національний антидопінговий центр України повідомив Федерації боксу України про факт порушення Барабановим антидопінгових правил. Барабанов був виключений із заявки на Олімпійські ігри і отримав дворічну дискваліфікацію.

## Досягнення
- Чемпіон України (5): 2012, 2013, 2015, 2016, 2018
- Срібний призер чемпіонату України (1): 2014
- Бронзовий призер Європейські ігри (1): 2019[4]

## Державні нагороди
- Медаль «За працю і звитягу» (15 липня 2019) —За досягнення високих спортивних результатів ІІ Європейських іграх у м. Мінську (Республіка Білорусь), виявлені самовідданість та волю до перемоги, піднесення міжнародного авторитету України[5]